# Водородная энергетика
Водородная энергетика — отрасль энергетики, основанная на использовании водорода в качестве средства для зарядки, транспортировки, производства и потребления энергии. Водород выбран как наиболее распространенный элемент в космосе, теплота сгорания водорода максимальная, а продуктом сгорания в кислороде является вода (которая также вводится в оборот водородной энергетики). Водородная энергетика относится к альтернативной энергетике, если водород производится с помощью возобновляемых источников энергии.
Общемировая структура производства водорода распределена по трём основным источникам: 18 % приходится на переработку угля, 4,3 % обеспечивается за счёт «зелёного» водорода, получаемого посредством возобновляемых источников энергии (ВИЭ), главным образом при электролизе воды. Наконец, подавляющий объём — а это 69 % — составляет переработка природного газа и нефти.

## Производство водорода
На настоящий момент наиболее экономически выгодным считается производство водорода из ископаемого сырья. Снизить уровень выбросов углерода в производственных отраслях можно за счет водорода, полученного с использованием низкоуглеродных технологий, для этого можно применять технологии улавливания и хранения углекислого газа, а также электролиза воды, «в первую очередь с помощью энергии объектов атомной, гидро-, ветряной и солнечной энергетики».

Так называемая «цветовая» градация водорода, применяемая в некоторых профессиональных сообществах, условно характеризует технологию выработки и наличие  углеродного следа, то есть количества вредных выбросов. «Цветовая» градация водорода, по существу, не соответствует известным законам природы, критериям Периодической таблицы Д. И. Менделеева и в определённой степени правилам русского языка. Её применение в ограниченной степени используется как «профессиональный» жаргонизм. Указанный сленг/жаргон не находит применения в нормативных документах  международных организация, таких как ИСО, МЭК, ООН, не применим в российском законодательстве, деловой правительственной переписке. В этой связи, использование приведенной градации следует применять с учётом указанных особенностей:
- «зелёный» — произведён с помощью энергии из возобновляемых источников методом электролиза воды, считается самым чистым;
- «голубой» — произведенный из природного газа; в этом случае углекислый газ накапливается в специальных хранилищах;
- «розовый/красный/жёлтый» — произведенный при помощи атомной энергии, здесь тоже используются электролиз воды.
- при производстве «серого» водорода вредные выбросы идут в атмосферу.

Себестоимость «зеленого» водорода около 10 долларов за кг (что «абсолютно нерентабельно», по мнению главы Фонда национальной энергетической безопасности); «голубой» и «жёлтый» водород в несколько раз дешевле «зелёного» — от 2 долларов за килограмм.
Научно обоснованная классификация водорода/энергоносителя  определена национальными стандартами: ГОСТ Р ИСО 14687-1-2012; ГОСТ Р 55466-2013; ГОСТ ISO 14687-3-2016, гармонизированными с ИСО.
Водородное топливо классифицируется по следующим типам и сортам:
a) Тип I (сорта A, B, C, D и E): газообразный водород и топливо на основе водорода.
b) Тип II (сорта C и D): жидкий водород.
c) Тип III: шугообразный водород.
В настоящее время Росстандарт проводит работы по актуализации действующей системы национальных стандартов с целью гармонизации с ISO 14687:2019 «Hydrogen fuel quality — Product specification».
В этой связи рекомендуется использовать классификацию водородного топлива (энергоносителя) в соответствии с общепринятыми нормативами правового регулирования.
В настоящее время существует множество методов промышленного производства водорода:
разрабатывались технологии производства водорода из мусора, этанола, металлургического шлака, биомассы и другие технологии.

### Паровая конверсия природного газа / метана / метанола
Паровая конверсия природного газа / метана — по состоянию на 2015 год данным способом производится примерно 90—95 % всего водорода в США. Водяной пар при температуре 700—1000 °C смешивается с метаном под давлением в присутствии катализатора. Себестоимость процесса $2–5 за килограмм водорода.

### Газификацияугля
Старейший способ получения водорода. Уголь нагревают с водяным паром при температуре 800—1300 °C без доступа воздуха.
Первый газогенератор был построен в Великобритании в 40-х годах XIX века. Себестоимость процесса 2—2,5 долл. за килограмм водорода.

### Используя атомную энергию
Использование атомной энергии для производства водорода возможно в различных процессах[уточнить]: химических, электролиз воды, высокотемпературный электролиз. Себестоимость процесса $2,33 за килограмм водорода.

### Электролизводы
{\displaystyle {\ce {2H2O->[+E]2H2 +O2}}}
Обратная реакция происходит в топливном элементе. Себестоимость процесса $6–7 за килограмм водорода.

### Водород из биомассы
Водород из биомассы получается термохимическим или биохимическим способом. При термохимическом методе биомассу нагревают без доступа кислорода до температуры 500—800 °C (для отходов древесины), что намного ниже температуры процесса газификации угля. В результате процесса выделяется H2, CO и CH4.
Себестоимость процесса $5–7 за килограмм водорода.
В биохимическом процессе фиксации азота водород вырабатывают различные бактерии, например, Rodobacter speriodes.

## Инфраструктура производства и доставки
Снижение цены водорода возможно при строительстве инфраструктуры по доставке и хранению водорода. В США действует 750 километров, а в Европе — 1500 километров водородных трубопроводных систем. Трубопроводы действуют при давлении 10—20 бар, изготовлены из стальных труб диаметром 25—30 см.
Старейший водородный трубопровод действует в районе германского Рура: 210 километров трубопровода соединяют 18 производителей и потребителей водорода; трубопровод действует более 50 лет.
Самый длинный трубопровод длиной 400 километров проложен между Францией и Бельгией.
После небольших изменений водород может передаваться по существующим газопроводам природного газа (см. напр., Северный поток — 2).
Водород в настоящее время, в основном, применяется в технологических процессах производства бензина и для производства аммиака.

## Сферы применения

### Малые стационарные применения
Производство электрической и тепловой энергии в топливных элементах мощностью от 0,75 кВт до 10 кВт.
Домашние энергетические станции имеют мощность 0,75—1 кВт, предназначены для выработки электроэнергии в течение 8 часов в сутки и выработки тепла и горячей воды 24 часа в сутки. Установки мощностью 5 кВт предназначаются для нескольких коттеджей. Они зачастую предназначаются только для выработки электроэнергии.
Популярность малых домашних комбинированных (электричество + тепло) установок связана с тем, что они имеют высокий КПД, малые выбросы СО2, легко могут быть встроены в существующую инфраструктуру. Такая энергетическая установка занимает размер сравнимый с домашним бойлером, может работать на природном газе.
В 2005 году во всём мире было установлено более 900 новых малых стационарных водородных энергетических установок (На 30 % больше, чем в 2004 году). За 2006 год во всём мире установлено около 1500 новых малых энергетических станций. В конце 2006 года во всём мире эксплуатировалось около 5000 малых стационарных водородных электростанций.
Технологии
Доминируют две технологии: PEM (протон-обменная) и SOFC (твёрдо-оксидная). Около 75 % установок в 2005 году были изготовлены по PEM технологии, около 25 % — SOFC.
Перспективы
В 2006, как и в 2005 году большая часть малых приложений была установлена в Японии. Японская NEF (New Energy Foundation) объявила о начале многолетнего демонстрационного проекта применения малых стационарных топливных элементов. Будет субсидирована установка 6400 топливных элементов. В 2005 году стоимость 1 кВт водородной бытовой станции в Японии составляла 10 млн ¥ (примерно $87 000), работы по её установке стоили ещё 1 млн ¥. К середине 2008 года в Японии было установлено около 3000 бытовых энергетических установок на водородных топливных элементах, а их стоимость снизилась до 2 млн ¥ (примерно $19 000).
Компании — основные производители:
| Компания                                          | Страна                     | Технология               | Мощность установки                                                                                           |
| ------------------------------------------------- | -------------------------- | ------------------------ | --- |
| Ballard Power Systems                             | Канада                     | PEMFC                    | 1 кВт. |
| Acumentrics                                       | США                        | SOFC                     | 2—10 кВт |
| Ceramic Fuel Cells                                | Австралия — Великобритания | SOFC                     | 1 кВт. Общий КПД более 80 %                                                                                  |
| Cosmo Oil                                         | Япония                     | PEMFC                    | 0,7 кВт |
| European Fuel Cells                               | Германия                   | PEMFC                    | 1,5 кВт |
| Fuel Cell Technologies                            | США                        | SOFC                     | 5 кВт. |
| Hitachi Zosen                                     | Япония                     | -                        | от 10 кВт до сотен кВт. КПД 86 %                                                                             |
| Idatech                                           | США                        | -                        | 3—15 кВт. UPS для промышленных, телекоммуникационных, электронных приложений.                                |
| Idemitsu Kosan                                    | Япония                     | -                        | 1—5 кВт |
| Kyocera                                           | Япония                     | SOFC                     | 1 кВт |
| Mitsubishi Heavy Industries                       | Япония                     | PEMFC                    | 10 кВт |
| Nippon Oil Corporation                            | Япония                     | технологии Ebara Ballard | 1—6—10кВт. Планирует к 2013 году ежегодно продавать 100 тыс. бытовых систем                                  |
| Plug Power                                        | США]                       | PEMFC                    | 5 кВт |
| Sanyo Electric                                    | Япония                     | PEMFC                    | 1 кВт. Общий КПД 92 % при производстве тепловой и электрической энергии                                      |
| Shanghai-Shen Li                                  | Китай                      | PEMFC                    | 3—10 кВт |
| Sharp Corporation                                 | Япония                     | PEMFC                    | 10 кВт. Гибридные системы, совмещенные с фотоэлектрическими элементами                                       |
| Toyota Motor Corporation совместно с Aishin Seiki | Япония                     | PEMFC, SOFC              | В 2006 году начали испытания нескольких установок мощностью 1 кВт. КПД 90%. Мощность SOFC установок 0,7 кВт. |
| Panasonic (Matsushita Electric Industrial Co)     | Япония                     | PEMFC                    | 0,5—1 кВт. Планирует продавать 700 тысяч установок в год к 2020 году.                                        |
| InEnergy                                          | Россия                     | SOFC, PEMFC              | 0,5—10 кВт                                                                                                   |

и др.

### Стационарные применения

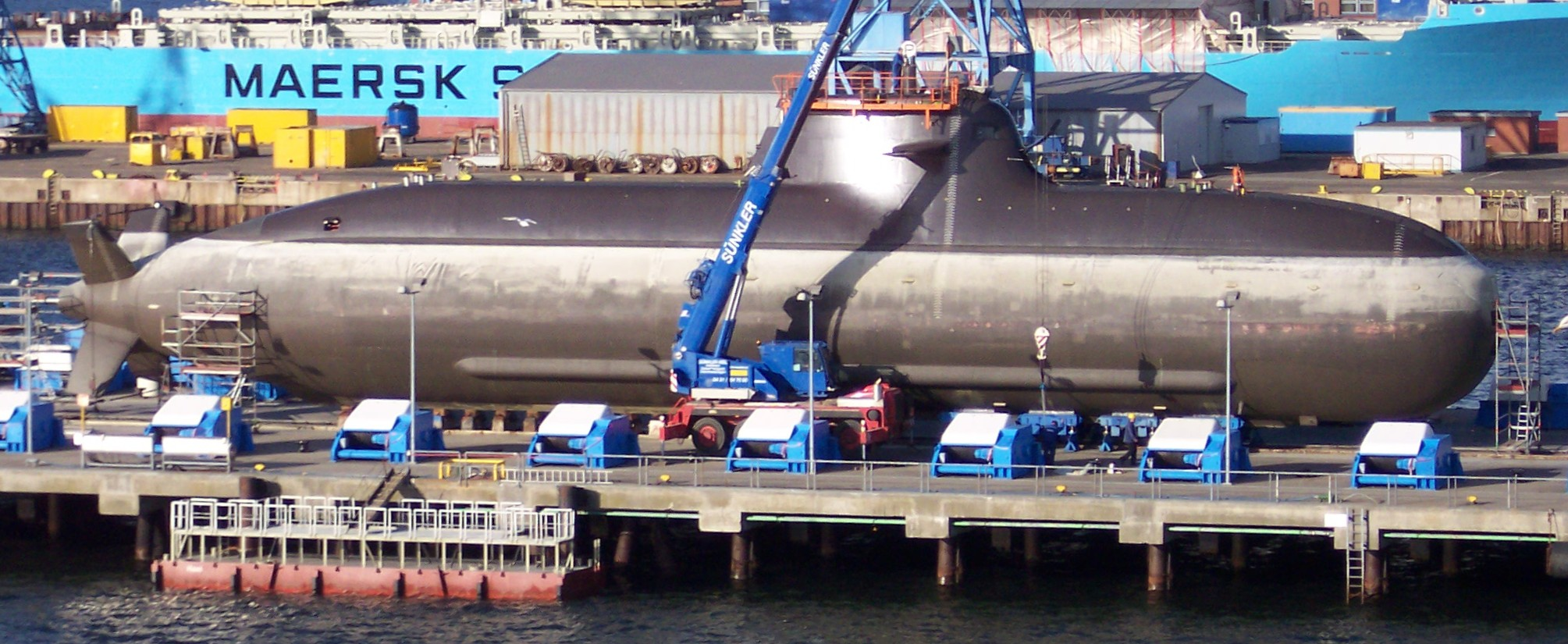
Подводная лодка класса U212 (Германия) с силовой установкой на водородных топливных элементах

Производство электрической и тепловой энергии в топливных элементах мощностью более 10 кВт.
К концу 2006 года во всём мире было установлено более 800 стационарных энергетических установок на топливных элементах мощностью более 10 кВт. Их суммарная мощность — около 100 МВт. За 2006 год построено более 50 установок суммарной мощностью более 18 МВт.
Технологии
В 2005 году среди новых установок лидировали Расплавные Карбонатные Топливные Элементы (MCFC). На втором месте по числу новых установок были Фосфорнокислые технологии (PAFC). Протонобменные технологии (PMFC) применялись, в основном, в установках мощностью до 10 кВт и в автомобильных приложениях.
Отопление
В отопительных системах возможно и обычное сжигание водорода вместо природного газа.
Так, в  британском городе Лидс энергетическая компания Northern Gas Networks планировала во всем городе полностью перевести отопление с природного газа, метана, на водород.
Гибридные установки: топливный элемент/газовая турбина.
Для повышения эффективности, снижения себестоимости энергии и для утилизации тепловой энергии применяются установки, совмещающие топливные элементы и газовые турбины.
Компания Fuel Cell Energy (США) разработала гибридную версию SOFC топливного элемента и газовой турбины. В этой схеме топливный элемент производит 4/5 энергии, а остальную часть из тепловой энергии — турбина. КПД данной схемы приближается к 70 %. Испытывается электростанция мощностью 40 МВт, состоящая из 10 топливных элементов и одной турбины мощностью 10 МВт.
Финансирование
В 2005 году в США был принят Энергетический Билль, который предусматривает 30 % инвестиционные налоговые кредиты до уровня $1000 за кВт установленной мощности, они будут выдаваться с 1 января 2006 по 1 января 2008 года.
В Японии и Ю. Корее субсидируются не конкретные проекты, а стоимость электроэнергии, выработанной топливными элементами в размере 0,015—0,02 долл. за кВт·ч.
Компании — основные производители
| Компания                             | Страна         | Технология        | Мощность установок                                                                   |
| ------------------------------------ | -------------- | ----------------- | ------------------------------------------------------------------------------------ |
| Ansaldo Fuel Cells                   | Италия         | MCFC              | 500 кВт — 5МВт                                                                       |
| FuelCell Energy                      | США            | MCFC              | 250 кВт — 1МВт                                                                       |
| GenCell                              | США            | MCFC              | 40—100 кВт                                                                           |
| Ishikawajima-Harima Heavy Industries | Япония         | MCFC              | 300 кВт — 1 МВт                                                                      |
| MTU CFC Solutions                    | Германия       | MCFC              | 200 кВт — 3 МВт                                                                      |
| Fuji Electric                        | Япония         | PAFC              | 100 кВт — 1 МВт                                                                      |
| Korea Gas                            | Корея          | PAFC              | 40 кВт                                                                               |
| UTC Fuel Cells                       | США            | PAFC, MCFC, PEMFC | 200 кВт, транспортные приложения                                                     |
| Ballard Power Systems                | Канада         | PEMFC             | 1—250 кВт                                                                            |
| General Motors                       | США            | PEMFC             | 75—300 кВт                                                                           |
| Hydrogenics                          | Канада         | PEMFC             | 7—65 кВт                                                                             |
| J-Power                              | Япония         | SOFC              | разрабатывает тройные системы: топливные элементы, газовые турбины и паровые турбины |
| Mitsubishi Materials                 | Япония         | SOFC              | 10 кВт                                                                               |
| Mitsubishi Heavy Industries          | Япония         | SOFC,PEMFC        | 200 кВт. Также разрабатывается 700 МВт SOFC электростанция тройного цикла            |
| Rolls-Royce Group plc                | Великобритания | SOFC              | 80 кВт                                                                               |
| Siemens AG Power Generation          | Германия       | SOFC              | 125 кВт                                                                              |
| Ztek                                 | США            | SOFC              | 25 кВт — 1 МВт                                                                       |
| Cummins Power Generation             | США            | SOFC              | 3 кВт.                                                                               |
| InEnergy                             | Россия         | SOFC, PEMFC       | 1—100 кВт                                                                            |

### Использование в транспорте
Производство электрической энергии для автомобилей, водного транспорта, и т. д. Отсутствие водородной инфраструктуры является одним из основных препятствий развития водородного транспорта после высокой стоимости топлива и двигателей.

#### Водородная автомобильная инфраструктура
К концу 2008 года во всём мире функционировало 2000 водородных автомобильных заправочных станций. Из общего количества заправочных станций, построенных 2004—2005 году, всего 8 % работают с жидким водородом, остальные с газообразным.
| Страна           | 1995-2006 | Построено новых в 2005 | Построено новых в 2006 |
| ---------------- | --------- | ---------------------- | ---------------------- |
| Северная Америка | 46 %      | 65 %                   | 59 %                   |
| Япония           | 14 %      | 15 %                   | 7 %                    |
| Германия         | 13 %      | 0                      | 7 %                    |
| Остальная Европа | 14 %      | 15 %                   | 0                      |
| Другие страны    | 13 %      | 5 %                    | 27 %                   |

Таблица. Водородные заправочные станции по регионам мира
Планируется строительство
- Водородное шоссе (Калифорния) — К 2010 году 200 заправочных станций на главных шоссе штата.
- Hi Way Initiative — водородное шоссе в штате Нью-Йорк (США).
- Водородный коридор (Канада) — проект 2003 года по строительству водородных станций вдоль 900 километров главных дорог между Монреалем и Виндзором.[10]
- SINERGY — Сингапурская энергетическая программа
- The Northern H (Канада, США) — К 2010 году планируется соединить заправочными станциями крупные города вдоль главных торговых путей Манитобы (Канада), Северной и Южной Дакоты, Миннесоты, Айовы и Висконсина.
- New York Hydrogen Network: H2-NET (США) — 20 заправочных станций между Нью-Йорком и Буффало (штат Нью-Йорк).

General Motors заявлял о возможных планах строительства 12 000 водородных заправочных станций в городах США и вдоль главных автострад. Стоимость проекта компания оценивает в $12 млрд.
Решением проблемы может стать применение водорода в качестве топлива для двигателя внутреннего сгорания, или смесей топлива с водородом, например, HCNG. В январе 2006 года Mazda начала продажи битопливного автомобиля Mazda RX-8 с роторным двигателем, который может потреблять и бензин, и водород.
В июле 2006 года транспортная компания BVG (Berliner Verkehrsbetriebe) из Берлина объявила о закупках к 2009 году 250 автобусов MAN с двигателями внутреннего сгорания, работающими на водороде, что составит 20 % от автопарка компании.
В 2006 году Ford Motor Company начал выпуск автобусов с двигателями внутреннего сгорания, работающими на водороде.
Компании — основные игроки
Производители водорода:
- Praxair
- Air Liquide
- BOC Group

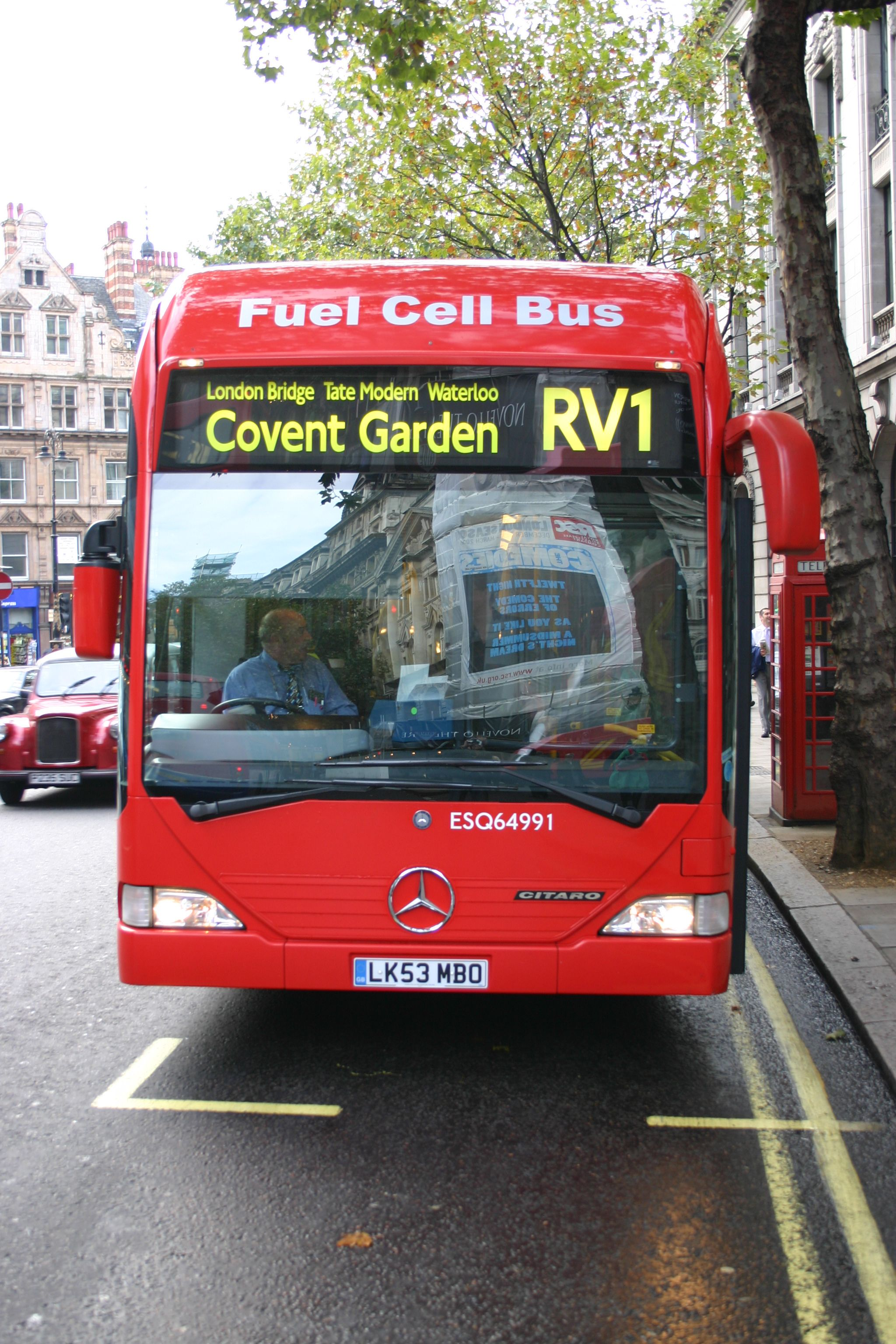
Mercedes Benz Citaro на водородных топливных элементах в Лондоне

- Iwatani International (производит 40 % водорода в Японии)
- Linde (Германия)

Британский BP — ключевой игрок в демонстрационных водородных проектах по всему миру.

#### Транспортные приложения
Автомобильный транспорт
В 2006 году было запущено в эксплуатацию около 100 новых автомобилей, автобусов, мотоциклов и т. д. на топливных элементах.
В автомобильных приложениях преобладают PEM технологии. В 2005 году был изготовлен всего один автомобиль с PAFC топливным элементом — остальные на PEM-технологиях.
Разработчики смогли снизить стоимость автомобильных водородных топливных элементов с $275 за кВт мощности в 2002 году до $110 за кВт в 2005.
Департамент Энергетики США (DoE) планирует снизить стоимость до $30 за кВт мощности к 2020 году. Тем не менее такие компании как Ford и Renault объявили о прекращении работ в области создания топливных элементов для автомобилей. Компания General Motors сократила финансирование в этой области. В основном работы больших компаний сейчас направлены на усовершенствование электромобилей, в том числе с интегрированными топливными элементами.
Планы автопроизводителей
| Компания      | Страна           | год       | количество автомобилей    | планы                                           |
| ------------- | ---------------- | --------- | ------------------------- | ----------------------------------------------- |
| Daimler       | Германия         | 2009      | 200 шт в начале 2010 года | начало производства Mercedes B-class            |
| Ford          | США              | 2015      | -                         | коммерческая готовность                         |
| GM            | США              | 2012      | -                         | коммерческая готовность                         |
| GM            | США              | 2025      | -                         | массовый рынок                                  |
| Honda         | Япония           | 2008      | -                         | начало продаж в Калифорнии автомобиля Honda FCX |
| Honda         | Япония           | 2010      | 12000 (в США)             | начало производства                             |
| Honda         | Япония           | 2020      | 50000 (в США)             | производство                                    |
| Hyundai Motor | Корея            | 2012      | -                         | начало продаж                                   |
| Toyota        | Япония           | 2015      | -                         | начало продаж                                   |
| Fiat          | Италия           | 2020-2025 | -                         | полная коммерциализация                         |
| SAIC          | Китай            | 2010      | 1000                      | коммерческая готовность                         |
| Shanghai VW   | Китай — Германия | 2010      | -                         | начало производства Lingyu                      |

В марте 2006 года германский HyWays Архивная копия от 2 апреля 2006 на Wayback Machine проект опубликовал прогнозы проникновения водородного автотранспорта на европейский рынок.
| Сценарий              | 2020  | 2030   | 2040   | 2050   |
| --------------------- | ----- | ------ | ------ | ------ |
| Высокое проникновение | 3,3 % | 23,7 % | 54,4 % | 74,5 % |
| Низкое проникновение  | 0,7 % | 7,6 %  | 22,6 % | 40,0 % |

Таблица: прогноз проникновения водородного автотранспорта на европейский рынок в % от общего количества автомобилей.
Воздушный транспорт
Корпорация Boeing прогнозирует, что топливные элементы постепенно заменят в авиации вспомогательные энергетические установки. Они смогут генерировать электроэнергию, когда самолёт находится на земле, и быть источниками бесперебойного питания в воздухе. Топливные элементы будут постепенно устанавливаться на новое поколение Боингов 7E7, начиная с 2008 года.
Железнодорожный транспорт
Для данных приложений требуется большая мощность, а размеры силовой установки имеют малое значение.
Железнодорожный исследовательский технологический институт (Япония) планирует запустить поезд на водородных топливных элементах в эксплуатацию к 2010 году. Поезд сможет развивать скорость 120 км/ч, и проезжать 300—400 км без заправки. Прототип был испытан в феврале 2005 года.
В США эксплуатация локомотива с водородным топливным элементом мощностью 2 тысячи л. с. начнётся в 2009 году.
В Германии в 2018 году началась эксплуатация пассажирского поезда на водородных топливных элементах Coradia iLint
В соответствии с правительственной дорожной картой по развитию водородной энергетики в России до 2024 года запланировано создание в стране опытного образца железнодорожного транспорта на водороде. Само соглашение о разработке и эксплуатации поездов на водородных топливных элементах было подписано в начале сентября 2019 года на Восточном экономическом форуме между Сахалином, «РЖД», «Росатомом» и «Трансмашхолдингом» (ТМХ). До середины 2021 года Минэнерго России должно подготовить консолидированное предложение по формированию кластеров для апробации и комплексного внедрения технологий водородной энергетики. Формируемый в министерстве для аппарата правительства документ, между тем, имеет непосредственное отношение к сахалинскому «водородному» проекту и, скорее всего, рассматриваться уже будет наряду с готовящимся к внесению проектом концепции развития водородной энергетики в России.
Ключевым аргументом в пользу природного газа при производстве водорода пока является низкая себестоимость его конверсии — в пределах $1,5—3 за 1 кг. При более дорогой технологии электролиза воды себестоимость резко возрастает в 2,5—3 раза. Именно вопрос рентабельности водородного топлива в сравнении с традиционным оказывается в числе решающих для технологов ТМХ. Дело в том, что существующая модель водородного поезда удорожает его жизненный цикл более чем в 2 раза. Но при использовании технологии, основанной на получении из природного газа, вполне возможно добиться снижения стоимости водорода в 3—4 раза.
Водный транспорт
В Германии производятся подводные лодки класса U-212 с топливными элементами производства Siemens AG. U-212 стоят на вооружении ВМФ Германии, поступили заказы из Греции, Италии, Кореи, Израиля. Под водой лодка работает на водороде и практически не производит шумов.
В США поставки SOFC топливных элементов для подводных лодок могут начаться в 2006 году. Компания FuelCell Energy разрабатывает 625 кВт топливные элементы для военных кораблей.
Японская подводная лодка Urashima с топливными элементами PEMFC производства Mitsubishi Heavy Industries была испытана в августе 2003 года.
Складские погрузчики
Чуть менее половины новых топливных элементов, установленных в 2006 году на транспортные средства, были установлены на складские погрузчики. Замена аккумуляторных батарей на топливные элементы позволит значительно сократить площади, занимаемые аккумуляторными цехами. Walmart в январе 2007 года завершил вторую серию испытаний складских погрузчиков на топливных элементах.

### Мобильные топливные элементы
Производство электрической энергии для мобильных устройств: мобильных телефонов, ноутбуков и т. п.
В 2006 году (как и в 2005) во всём мире было изготовлено около 3000 штук мобильных устройств[каких?], в 2008 году мировое производство выросло до 9000 штук. Одним из основных потребителей была армия США — армии требуются легкие, ёмкие, бесшумные источники энергии.
Благодаря спросу со стороны военных, США заняли первое место в мире по количеству разработок в портативных приложениях. На Японию приходилось всего 13 % новых разработок в 2005 году. Наиболее активными были компании — производители электроники: Casio, Fujitsu Hitachi, Nec, Sanyo и Toshiba.
Весной 2007 года компания Medis Technologies начала продажи водородных топливных элементов для мобильных устройств.
Технологии
В портативных и электронных приложениях доминируют PEM и DMFC топливные элементы.

## История
2008 год
Стационарные приложения:
В июне 2008 года компания Matsushita Electric Industrial Co Ltd (Panasonic) начала производство в Японии водородных топливных элементов. Компания планирует продать к 2015 году 200 тысяч бытовых энергетических систем на водородных топливных элементах.
В сентябре корейская компания POSCO завершила строительство завода по производству стационарных энергетических установок на водородных топливных элементах; мощность завода 50 МВт оборудования в год.
Мобильные приложения:
В октябре 2008 года продажи DMFC-установок компании германской Smart Fuel Cell AG для домов на колёсах достигли 10 000 штук. Мощность установок от 0,6 кВт до 1,6 кВт. В качестве топлива используется метанол. Канистры с метанолом продаются 800 магазинах Европы.
Транспорт:
Первые лётные испытания установки для бортового питания на водородных топливных элементах мощностью 20 кВт проведены компанией Airbus в феврале 2008 года на самолёте Airbus A320.
В марте 2008 года во время экспедиции STS-123 шаттла Endeavour топливные элементы производства компании UTC Power преодолели рубеж в 100 тысяч операционных часов в космосе. Водородные топливные элементы производят энергию на борту шаттлов с 1981 года.
3 апреля 2008 компания Boeing провёла лётные испытания лёгкого двухместного самолёта Dimona с силовой установкой на водородных топливных элементах.
Автомобили:
Компания Mercedes в марте 2008 года завершила зимние испытания автомобиля B-Class с силовой установкой на водородных топливных элементах.
Шанхайская компания Shanghai Volkswagen Automotive Company для Олимпийских игр в Пекине поставила 20 легковых автомобилей с силовой установкой на водородных топливных элементах.
В августе 2008 года в США состоялся демонстрационный пробег водородных автомобилей. Автомобили компаний BMW, Daimler, General Motors, Honda, Nissan, Toyota, Hyundai и Volkswagen за 13 дней преодолели 7000 км .
Компания Honda начала продажи в лизинг автомобилей Honda FCX Clarity в США летом 2008 года, в Японии — в ноябре 2008 года.

## Программы развития
Успехи в развитии водородных технологий показали, что использование водорода приведет к качественно новым показателям работы агрегатов. Результаты технико-экономических исследований говорят о том, что, несмотря на свою вторичность в качестве энергоносителя, его применение во многих случаях экономически целесообразно. Поэтому работы в этой области во многих, особенно в промышленно развитых странах, относятся к приоритетным направлениям и находят всё большую поддержку со стороны как государственных структур, так и частного капитала.
Лидируют считанное число государств, уделявших водороду серьёзное внимание в течение многих лет или даже десятилетий — Япония, США, Германия, Великобритания и Южная Корея, которых постепенно догоняет Китай.
В январе 2017 года по инициативе компаний Toyota Motor Corp. и Air Liquide был создан Международный совет по водородным технологиям (Hydrogen Council), в него вошли около 30 концернов, фирм и компаний автопроизводителей и энергетических секторов мирового уровня, таких как Audi, BMW, Daimler, Honda и Hyundai, Shell и Total. Основная цель совета – подготовка оценочных рекомендаций в форме научных докладов в сфере возможностей использования водорода.

### ЕС
Базовым элементом новой европейской энергетической реальности стал принятый Еврокомиссией «Зелёный курс» (Green New Deal) с его акцентировкой внимания к ВИЭ и декарбонизированным газам — и речь в данном случае идёт прежде всего о водороде. Более того, «Водородная стратегия для климатически нейтральной Европы» распределяет объём инвестиций к 2050 году в рамках следующих финансовых параметров: оценочно от 180 до 470 млрд евро в пользу «зелёного» водорода и только 3—18 млрд евро приходится на вложения в переработку из ископаемого топлива.
Фактом текущей энергетической повестки становится пока только складывающийся полноценный глобальный рынок экспортно-импортных операций с водородом. Сейчас вряд ли возможно привести те транснациональные энергокорпорации, которые не имели бы в своей структуре направлений, непосредственно связанных с научно-исследовательскими программами и прикладными разработками в сфере водородной энергетики. Тем более что одна из наиболее амбициозных европейских водородных стратегий — германская — даже в случае успешной реализации её второй фазы, приходящейся на 2024—2030 годы, предполагает за страной статус одного из крупнейших на западном рынке импортёров «зелёного» водорода. И это несмотря на заявленные Берлином планы по вводу в строй до 2030 года энергоустановок по производству «зелёного» водорода суммарной мощностью до 5 ГВт и с дополнительным вводом аналогичного объёма мощностей уже к 2040 году.
8 июля 2020 г. ЕС принял стратегию развития водородной энергетики до 2050 г. С целью уменьшения выбросов углекислого газа, в программе приоритет отдается выработке водорода методом электролиза воды при помощи электроэнергии, полученной из возобновляемых источников энергии — солнечной и ветряной энергии. За первые 5 лет, c 2020 по 2024 гг. запланировано ввести в действие электролизеров для получения водорода общей мощностью 6 ГВт для получения 1 миллиона тонн водорода ежегодно. Затем, к 2030 г. мощности электролизеров будут увеличены до 40 ГВатт и производство водорода будет увеличено до 10 миллиона тонн в год.
При этом к 2050 г. намечено снизить себестоимость производства водорода из возобновляемых источников энергии до 1 долл. за кг.
По мнению эксперта-регионоведа Рината Резванова, наиболее перспективными с позиции водородной генерации на базе возобновляемой энергии являются такие регионы ЕС, как страны Скандинавии, акватории Северного и Балтийского морей, а также Южная Европа. Ключевой специализацией Европейского Севера являются гидроэнергетические технологии выработки водорода (скандинавские страны) либо за счёт ветровой энергии (акватерриториальные комплексы ВИЭ). Европейский Юг (страны Средиземноморья) богат солнечной энергией — здесь стоит обратить внимание на подписанное в июне 2020 года марокко-германское соглашение о строительстве первого в Марокко завода по производству «зелёного» водорода. Проект, реализуемый в рамках действующего с 2012 года совместного энергетического партнерства (PAREMA), направлен на развитие индустриальных решений по преобразованию солнечной энергии на основе технологии Power-to-X.
2021 год
15 декабря 2021 года Европейский союз объявил о планах отказа от природного газа ради борьбы с изменением климата и к 2050 году заменить чистыми источниками энергии значительную часть ископаемого топлива.
Основная идея плана — замена природного газа водородом. Технологии  получения водорода существуют, но они очень затратны. ЕС надеется инвестировать в инфраструктуру и за счет господдержки удешевить и сделать рентабельным выпуск водородных топливных элементов и производство водорода из возобновляемых источников.

### Южная Корея
Министерство Коммерции, Индустрии и Экономики Ю. Кореи в 2005 году приняло план строительства водородной экономики к 2040 году. Цель — производить на топливных элементах 22 % всей энергии и 23 % электричества, потребляемого частным сектором.
С 2010 года правительство Южной Кореи будет дотировать покупателю 80 % от стоимости стационарной энергетической установки на водородных топливных элементах. С 2013 года по 2016 году будет дотироваться 50 % стоимости, а с 2017 года до 2020 года — 30 %.

### США
США ежегодно производят[когда?] около 11 миллионов тонн водорода, что достаточно для годового потребления примерно 35—40 миллионов автомобилей.
8 августа 2005 года Сенат США принял Energy Policy Act of 2005. Законом предусмотрено выделение более 3 млрд долл. на различные водородные проекты и 1,25 млрд долл. на строительство новых атомных реакторов, производящих электроэнергию и водород.
Департамент Энергетики США (DOE) в январе 2006 года принял план развития водородной энергетики «Roadmap on Manufacturing R&D for the Hydrogen Economy»  Архивная копия от 14 августа 2007 на Wayback Machine  Архивная копия от 17 апреля 2007 на Wayback Machine.
Планом предусмотрено:
- К 2010 году — первичное рыночное проникновение водорода;
- К 2015 году — коммерческая доступность;
- К 2025 году — реализация водородной энергетики.

В сентябре  2024 года национальная нефтяная компания Абу-Даби ADNOC и американская нефтегазовая корпорация ExxonMobil подписали соглашение о партнерстве при строительстве в США крупнейшего в мире завода по производству низкоуглеродного («голубого» - см. выше) водорода. После ввода в эксплуатацию в 2029 году этот завод будет производить в сутки около 28,3 млн куб. м водорода, улавливая  до 98 % выделяемого в ходе производства углекислого газа и производя попутно более 1 млн тонн низкоуглеродного аммиака в год.

### Россия
В 1941 году техник-лейтенант войск ПВО, защищавших Ленинград во время Великой Отечественной войны, Борис Шелищ предложил использовать «отработанный» водород из заградительных аэростатов войск ПВО в качестве топлива для двигателей автомобилей ГАЗ-АА. Полуторки использовались в качестве транспортно-энергетической единицы поста противовоздушной обороны — лебёдка автомобиля, приводимая в движение от двигателя ГАЗ-АА позволяла осуществлять подъём-спуск аэростатов. Это предложение было внедрено в 1941-1944 годах в блокадном Ленинграде, было оборудовано 400 водородных постов ПВО.
В 1979 году творческим коллективом работников НАМИ был разработан и испытан опытный образец микроавтобуса РАФ, работающий на водороде и бензине.
В конце 1980-х — начале 90-х проходил испытания авиационный реактивный двигатель на жидком водороде, установленный на самолёте Ту-154.
В 2003 году создана Национальная ассоциация водородной энергетики (НП НАВЭ); в 2004 году президентом ассоциации избран П. Б. Шелищ, сын легендарного «водородного лейтенанта».
В 2003 году компания «Норильский никель» и Российская академия наук подписали соглашение о ведении научно-исследовательских работ в сфере водородной энергетики; «Норильский никель» вложил в исследования 40 млн долларов. В 2006 году «Норильский никель» приобрел контрольный пакет американской инновационной компании Plug Power, являющейся одним из лидеров в сфере разработок, связанных с водородной энергетикой; компания вложила в разработку водородных установок 70 млн долл.
В 2008 году «Норильский никель» перестал финансировать проект.
В апреле 2021 стало известно о российской Концепции развития водородной энергетики до 2024 года, где говорится, что страна хочет поставлять на мировой рынок от 7,9 до 33,4 млн тонн экологически чистых видов водорода, зарабатывая на экспорте водорода от 23,6 до 100,2 миллиарда долларов в год, и нацелена занять к 2030 году 20 % этого рынка (самого рынка водородных энергоносителей, однако, пока нет).
«Водородный кластер» планируется создать на Сахалине.

### Прочие страны
В Индии создан Индийский Национальный Комитет Водородной Энергетики. В 2005 году комитет разработал «Национальный План Водородной Энергетики». Планом предусмотрены инвестиции в размере 250 млрд рупий (примерно $5,6 млрд) до 2020 года. Из них 10 млрд рупий будет выделено на исследования и демонстрационные проекты, а 240 млрд рупий на строительство инфраструктуры по производству, транспортировке, хранению водорода. Планом поставлена цель — к 2020 году вывести на дороги страны 1 миллион автотранспортных средств, работающих на водороде. Также к 2020 году будет построено 1000 МВт водородных электростанций.
Исландия планирует построить водородную экономику к 2050 году.
Правительство Южно-Африканской Республики в 2008 году приняла водородную стратегию. К 2020 году ЮАР планировала занять 25 % мирового рынка катализаторов для водородных топливных элементов.
Власти Японии заложили в бюджет 2022 года не менее $800 млн на развитие водородной экосистемы в качестве экологически чистого источника электроэнергии, почти $290 млн из этой суммы будут потрачены на субсидирование покупки транспорта на водородных топливных ячейках и строительство заправочных станций.
Японцы рассчитывают на первом этапе получать водород из бурого угля австралийского происхождения, а затем транспортировать его на специальных танкерах по морю в Японию.

## Критика
Если потребители и средства передачи водородной энергии не смогут обеспечить 100 % коэффициент полезного использования либо замкнутый цикл обращения носителя, широкое распространение водородной энергетики может привести к повышению объёма диссипации водорода из верхних слоев земной атмосферы в космическое пространство из-за повышенной летучести этого газа; и, как следствие, риску безвозвратного сокращения гидросферы планеты.